# Lijst van bisschoppen van Sulmona-Valva
Hier volgt een lijst van bisschoppen van Sulmona en bisschoppen van Sulmona-Valva.
Op 27 juni 1818 werden de bisdommen Valva en Sulmona samengevoegd tot het bisdom Sulmona-Valva.

## Bisschoppen van Sulmona
- 490: Gerunzius
- 499: Palladius
- 503: Fortunatius
- 682: Heilige Panfilo
- 701: Gradesco
- 775: Vedeperto
- 840: Ravenno
- 843: Arnold
- 880: Opitarmo
- 968: Grimoald
- 1010: Teodolfo
- 1030: Transarico
- 1042: Suavillo
- 1053–1073: Domenico
- 1073–1080: Trasmondo
- 1092–1104: Johannes
- 1104–1124: Gualterio
- 1130–1140: Oddone I
- 1143–1146: Giraldo
- 1146–1168: Siginolfo
- 1172–1193: Odorisio
- 1194–1205: Guglielmo
- 1206–1225: Oddone II
- 1226–1227: Berardo
- 1227–1247: Nicola
- 1247–1249: Gualtieri
- 1249–1251: Giacomo I
- 1252–1261: Giacomo II
- 1263–1273: Giacomo III
- 1275–1290: Egidio
- 1294: Kardinaal Pietro de L'Aquila
- 1295–1307: Fed. Raimondo De Letto
- 1307–1319: Landolfo I
- 1319–1330: Andrea Capograssi
- 1330–1333: Pietro di Anversa
- 1333–1343: Nicolò di Pietro Rainaldi
- 1343–1348: Francesco di Sangro
- 1348–1349: Landolfo II
- 1349–1365: Francesco De Silanis
- 1365–1378: Martino de Martinis
- 1378–1382: Paolo de Letto
- 1382–1384: Bartolomeo Gaspare
- 1402–1419: Bartolomeo Petrini
- 1420–1426: Lotto Sardi
- 1426–1427: Benedetto Guidalotti
- 1427–1443: Bartolomeo Vinci
- 1443–1444: Francesco de Oliveto
- 1446–1448: Pietro d'Aristotile
- 1448–1463: Donato Bottino
- 1463–1491: Bartolomeo Scala
- 1491–1499: Giovanni Melini Gagliardi
- 1499–1514: Prospero de Rusticis
- 1512: Kardinaal Alessandro Farnese
- 1514–1519: G. Battista Cavicchio
- 1519: Kardinaal Andrea della Valle
- 1519–1532: Bernardo Cavalieri
- 1532–1547: Bernardino Fumarelli
- 1547–1571: Pompeo Zambeccari
- 1571–1585: Vincenzo Donzelli
- 1585–1593: Francesco Carusi
- 1593–1621: Cesare Del Pezzo
- 1621–1637: Francesco Cavalieri
- 1638–1647: Francesco Boccapaduli
- 1647–1648: Alessandro Masi
- 1649–1654: Francesco Carducci
- 1655–1701: Gregorio Carducci
- 1701–1715: Bonaventura Martinelli
- 1716–1726: Francesco Odierna
- 1727–1738: Matteo Odierna
- 1738–1751: Pietro A. Corsignani
- 1752–1762: Carlo De Ciocchis
- 1762–1799: Filippo Paini

## Bisschoppen van Sulmona-Valva
- 1818–1829: Felice Tiberi
- 1829–1838: F. Maria Deletto
- 1840–1853: Mario Mirone
- 1853–1861: Giovanni Sabatini
- 1871–1906: Tobia Patroni
- 1907–1936: Nicola Jezzoni
- 1937–1972: Luciano Marcante
- 1972–1980: Francesco Amadio
- 1981–1985: Salvatore Delogu
- 1985–2007: Giuseppe Di Falco
- 2007–heden:  Angelo Spina